# Плодови гнева (филм)
Плодови гнева (енгл. The Grapes of Wrath) је амерички драмски филм из 1940. године, режисера Џона Форда. Базиран је на истоименом роману Џона Стајнбека, који је освојио Пулицерову награду. Сценарио је написао Нанали Џонсон, док је извршни продуцент био Дарил Ф. Занук.
Радња филма прати чланове породице Џоуд из Оклахоме, који су, након што су током Велике депресије 1930-их година изгубили фарму, постали радници мигранти и завршили у Калифорнији. Филм приказује њихово мукотрпно путовање по Сједињеним Државама док одлазе у Калифорнију у потрази за послом и могућностима за чланове породице. Сниматељ филма је био Грег Толанд.
Филм се сматра једним од најбољих филмова свих времена. Године 1989, био је један од првих 25 филмова које је Конгресна библиотека одабрала за чување у Националном регистру филмова Сједињених Држава због „културног, историјског или естетског значаја”.

## Радња
Филм почиње са Томом Џоудом, који је пуштен из затвора и враћа се на фарму својих родитеља у Оклахоми. Том проналази путника по имену Џим Кејси како седи испод дрвета поред пута. Том се сећа Кејсија као проповедника који га је крстио, али сада је Кејси „изгубио дух” и своју веру. Кејси одлази са Томом до имања Џоудових и налазе га напуштеног. Тамо срећу Мјулија Грејвса који се скрива. У флешбеку, он описује како су власници парцела присилили фармере широм земље да напусте своја имања, а куће су им срушили гусеничарски трактори. Том ускоро проналази своју породицу у стричевој кући, где сви Џоудови планирају да мигрирају са другим исељеним породицама у обећану земљу Калифорнију. Све спакују следећег дана у трошни Хадсон „Супер Сикс” из 1926. године, прилагођен да служи као камион како би могао да пређе дугачак пут, а Кејси одлучује да пође са њима.
Пут рутом 66 је напоран и убрзо узима данак породици Џоуд. Успут умире остарели дека. Том записује околности смрти на страници породичне Библије и полаже је на декино тело пре него што га сахране, тако да ако се пронађу његови посмртни остаци, његова смрт не би била истражена као могуће убиство. Паркирају се у кампу и упознају човека, мигранта који се враћа из Калифорније, који се смеје њиховом оптимизму у погледу услова у Калифорнији. Огорчено говори о својим искуствима на западу. Бака умире кад стигну у Калифорнију, а син Ноа и зет Кони такође напуштају породичну групу.
Породица долази у прво привремени мигрантски камп за раднике и налази да је камп крцат осталим изгладнелим, незапосленим и очајним путницима. Њихов камион полако се пробија кроз земљани пут између дрвених кућа и око гладних становника кампа. Том каже: „Засигурно не изгледа превише просперитетно.”
После неких проблема са агитатором, породица Џоуд брзо напушта камп. Џоудови се пробијају до другог мигрантског кампа, ранча Кин. Након рада на пољима, у продавници компаније откривају високе цене хране. Дућан је уједно и једина продавница у околини. Касније откривају да је група радника миграната у штрајку и Том жели да сазна све о томе. Одлази на тајни састанак у мрачну шуму. Када је састанак разоткривен, Кејси убија једног од чувара логора. Док Том покушава да одбрани Кејсија од напада, нехотице убија чувара.
Тому остаје озбиљна рана на образу, а чувари кампа схватају да ће га по томе лако идентификовати. Те вечери породица сакрива Тома испод душека на камиону, баш кад стигну стражари да их испитају; трагају за човеком који је убио стражара. Том избегава да буде примећен и породица напушта ранч Кин без додатних инцидената. Након извесне вожње, бивају принуђени да се зауставе на гребену брда када се мотор прегреје због сломљеног ремена вентилатора; имају мало горива, али одлучују да покушају да се спусте низ брдо до оближњих светала. Светла долазе из трећег типа кампа: кампа пољопривредника „Видпеч”, чистог кампа који води Министарство пољопривреде, опремљеног затвореним тоалетима и тушевима, што деца Џоудових никада раније нису видела.
Том одлучује да се бори за промене због онога што је видео у разним камповима. Својој породици каже да планира да спроведе Кејсијеву мисију у свету борећи се за социјалну реформу. Одлази да тражи нови свет и да се придружи покрету посвећеном социјалној правди.
Том говори: 
Бићу свугде у мраку. Бићу свуда. Где год можете да погледате, где год се води борба, како би гладни људи могу да једу, бићу тамо. Где год полицајац буде тукао човека, ја ћу бити тамо. Бићу тамо где људи вичу кад се разбесне. Бићу тамо где се деца смеју када су гладна и знају да је вечера спремна, и кад људи буду јели оно што узгајају и кад буду живели у кућама које су сами изградили, бићу и ја тамо.
Како породица поново креће, разговарају о страху и потешкоћама које су имали. Мама Џоуд закључује филм рекавши:
Никада се више нећу уплашити. Премда сам била. Неко време је изгледало као да смо побеђени. Изгледало је као да у целом свету немамо никога осим непријатеља. Као да више нико није био пријатељски расположен. Осећала сам се лоше и плашила сам се, као да смо се изгубили и да никога није било брига.... Богати људи се појављују и умиру, а њихова деца нису добра и изумиру, али ми настављамо да долазимо. Ми смо људи који живе. Не могу нас искоренити, не могу нас победити. Наставићемо заувек, тата, јер ми смо људи.

## Улоге
| Глумац         | Улога                     |
| -------------- | ------------------------- |
| Хенри Фонда    | Том Џоуд                  |
| Џејн Дарвел    | Мама Џоуд                 |
| Џон Карадин    | Џим Кејси                 |
| Чарли Грејпвин | Вилијам Џејмс „Дека” Џоуд |
| Дорис Боудон   | Розашарн Риверс           |
| Расел Симпсон  | Тата Џоуд                 |
| О. З. Вајтхед  | Ал Џоуд                   |
| Џон Куален     | Мјули Грејвс              |
| Еди Квилан     | Кони Риверс               |
| Зефи Тилбери   | Бака Џоуд                 |
| Френк Сили     | Ноа Џоуд                  |
| Френк Даријен  | Стриц Џон                 |
| Дарил Хикман   | Винфилд Џоуд              |
| Ширли Милс     | Рут Џоуд                  |